# Districtul Kunszentmárton
Kunszentmárton (în maghiară Kunszentmártoni járás) este un district în județul Jász-Nagykun-Szolnok, Ungaria.
Districtul are o suprafață de 576,49 km2 și o populație de 36.300 locuitori (2013).